# Chlorops nigrimanus
Chlorops nigrimanus är en tvåvingeart som beskrevs av Macquart 1835. Chlorops nigrimanus ingår i släktet Chlorops och familjen fritflugor. Inga underarter finns listade i Catalogue of Life.